# Antoine de Ville (capitaine)
Pour les articles homonymes, voir Antoine de Ville.
Antoine de Ville (vers 1450-1523), seigneur de Lorraine, capitaine de Charles VIII, premier alpiniste à gravir le mont Aiguille en 1492, est considéré comme un pionnier de l'alpinisme.

## Biographie

### Origines lorraines
Sa date de naissance n'est pas connue mais Gaston Letonnelier la suppose aux environs de 1450 dans les Vosges. Il est issu d'une famille noble réputée au XVe siècle de donner d'excellents artilleurs. Cette vieille famille lorraine dont le nom vient de la paroisse Ville-sur-Illon a plusieurs branches d'après Dom Calmet. L'une d'elles possède la seigneurie de Domjulien. L'église de cette paroisse possède la pierre tombale d'un Antoine de Ville, seigneur de Domjulien mort en 1425. Il s'agit de son grand-père ou arrière-grand-père.
Antoine de Ville, chevalier, conseiller et chambellan du duc de Lorraine, seigneur de Domjulien est fils d'André II de La Ville, chevalier et seigneur de Domjulien grand officier et chancelier du chapitre de Remiremont, et de Jeanne d'Haussonville. Il épouse Claude de Beauvau dont la dot sert à prêter une somme de 2000 francs à René II qui leur assigne en retour par lettre du 29 janvier 1476 une rente de 200 francs sur la garde de Toul et lui vend, peu après, la portion de la terre de Grand qui dépend du duché de Lorraine. Ils ont au moins deux fils : le premier, Antoine de la Ville-sur-Illon qui épouse en secondes noces en 1528 Alix de Bertrand de Toulouse sœur de Jean de Bertrand chancelier de France, archevêque et cardinal et le second, André III comte de Ville chevalier qui fait souche de la branche d'Alsace. Dom Calmet leur donne deux filles : Marguerite de Ville qui épouse en premières noces Jean de Saint-Amadour, seigneur de Beaupré et en secondes noces Philibert du Châtelet seigneur de Sorcy le 18 décembre 1502 à Toul et Jeanne de Ville qui épouse le 22 juin 1494 Christophe seigneur de Bassompierre. Mais celles-ci sont également données comme étant les filles de Collignon de Ville bailli de Vosges, son cousin et néanmoins beau-frère par union avec sa sœur Mahaut.

Après les guerres contre les Bourguignons, le roi de France Charles VIII le nomme capitaine de Montélimar et de Saou puis chambellan de France. En se rendant en novembre 1490 au pèlerinage d'Embrun, le roi de France voit le mont Aiguille réputé inaccessible et lui demande de le gravir. Antoine de Ville réalise l'escalade le 26 juin 1492. Il reste aux côtés de Charles VIII pour les guerres d'Italie et devient duc de Saint-Ange.
Il décède en 1504, mais d'après Gaston Letonnier plutôt vers 1523, à Naples en Italie.

Il ne faut pas confondre cet Antoine de Ville (capitaine de Charles VIII) avec d'autres Antoine de Ville de cette famille. Un neveu né vers 1470, écuyer du duc René II de Lorraine puis proche du duc Antoine, est nommé par ce dernier capitaine de Neufchâteau puis d’Épinal. Il participe lui aussi aux guerres d'Italie. Le portrait de cet Antoine de Ville (écuyer de René II et capitaine d'Épinal) est la plus ancienne peinture de chevalet lorraine du musée lorrain. De même, dans sa descendance se trouve à la fin du XVIe siècle un autre Antoine de Ville, célèbre ingénieur militaire, prédécesseur de Vauban.

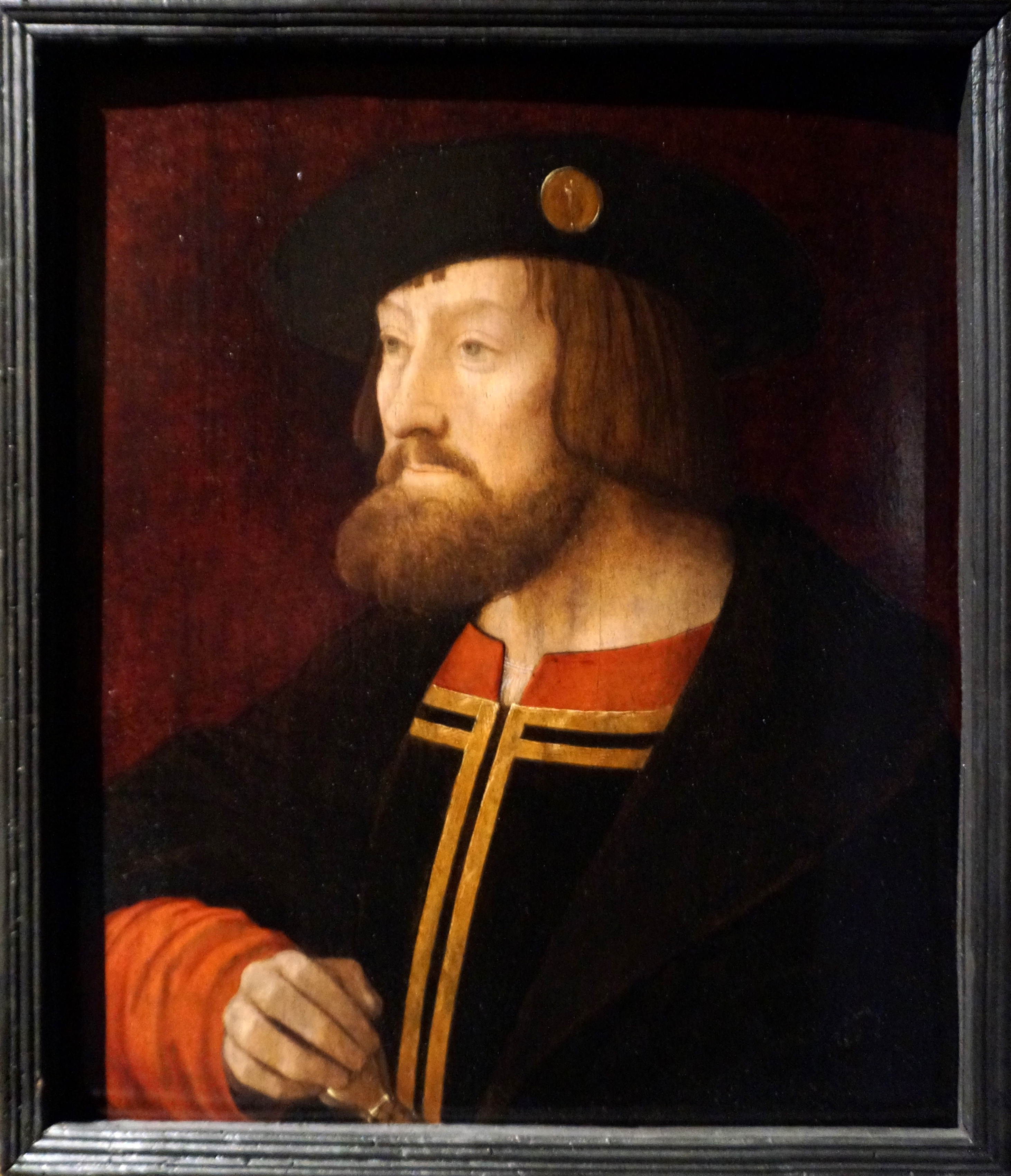
Son neveu Antoine de Ville (Capitaine d’Épinal).
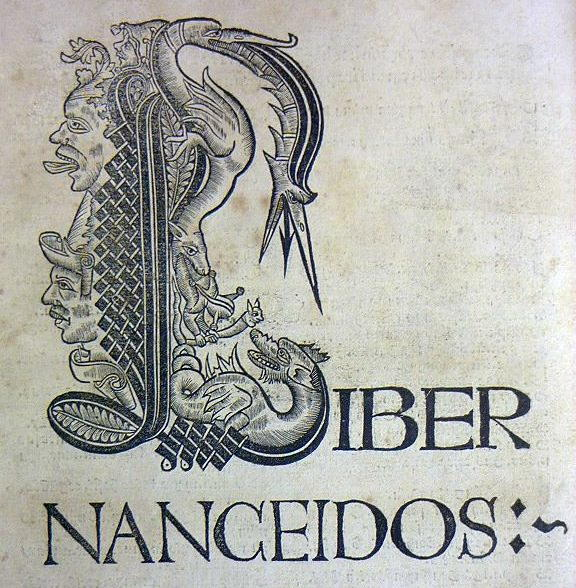
La Nancéide poème de Pierre de Blarru.
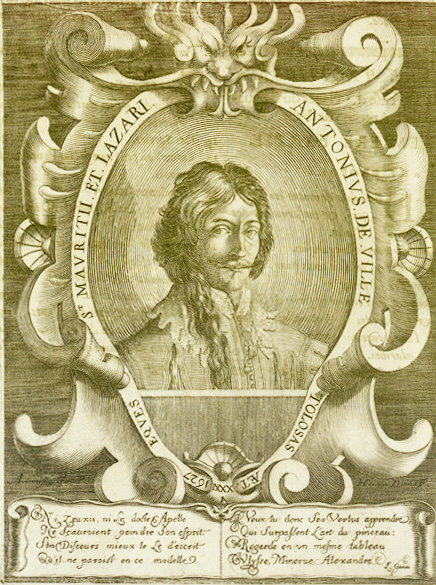
Un descendant Antoine de Ville (Ingénieur 1596-1656).

.

### Bataille de Nancy
Au service des ducs de Lorraine, les deux cousins Collignon et Antoine de Ville participent aux guerres entre le duc René II de Lorraine et Charles le Téméraire. Collignon prend part à la prise de Bayon sur les bourguignons en escaladant les remparts puis a la charge de garder Vaudémont.

Antoine de Ville s'illustre à la bataille de Nancy le 5 janvier 1477 . Le seigneur de Domjulien est à l'avant-garde des troupes de René II. Il porte l'étendard de damas blanc représentant un bras d'or armé d'une épée avec la légende "Une pour toutes".
Dans son poème, la Nancéide, dédié à la victoire lorraine, Pierre de Blarru lui consacre trois versets :
Après la victoire, René II, en regard des « notables et agréables services » rendus pendant ses guerres, lui donne les terres et seigneuries de Longuet et Saint-Nabord confisquées sur leurs précédents possesseurs pour s'être rallié au duc de Bourgogne. Le duc confirme cette donation par lettre patente du 16 janvier 1484.

## Au service du roi de France

### Carrière militaire
Charles VIII qui cherche à remplacer les frères Bureau créateurs de l'artillerie et connaissant les mérites de la famille de Ville, envoie sa sœur Anne de Beaujeu pour la convaincre de le rejoindre. Antoine de Ville part alors en Dauphiné. Le roi le nomme capitaine de Montélimar et de Saou, avec 50 hommes d'arme et 400 arbalétriers, et chambellan de France.

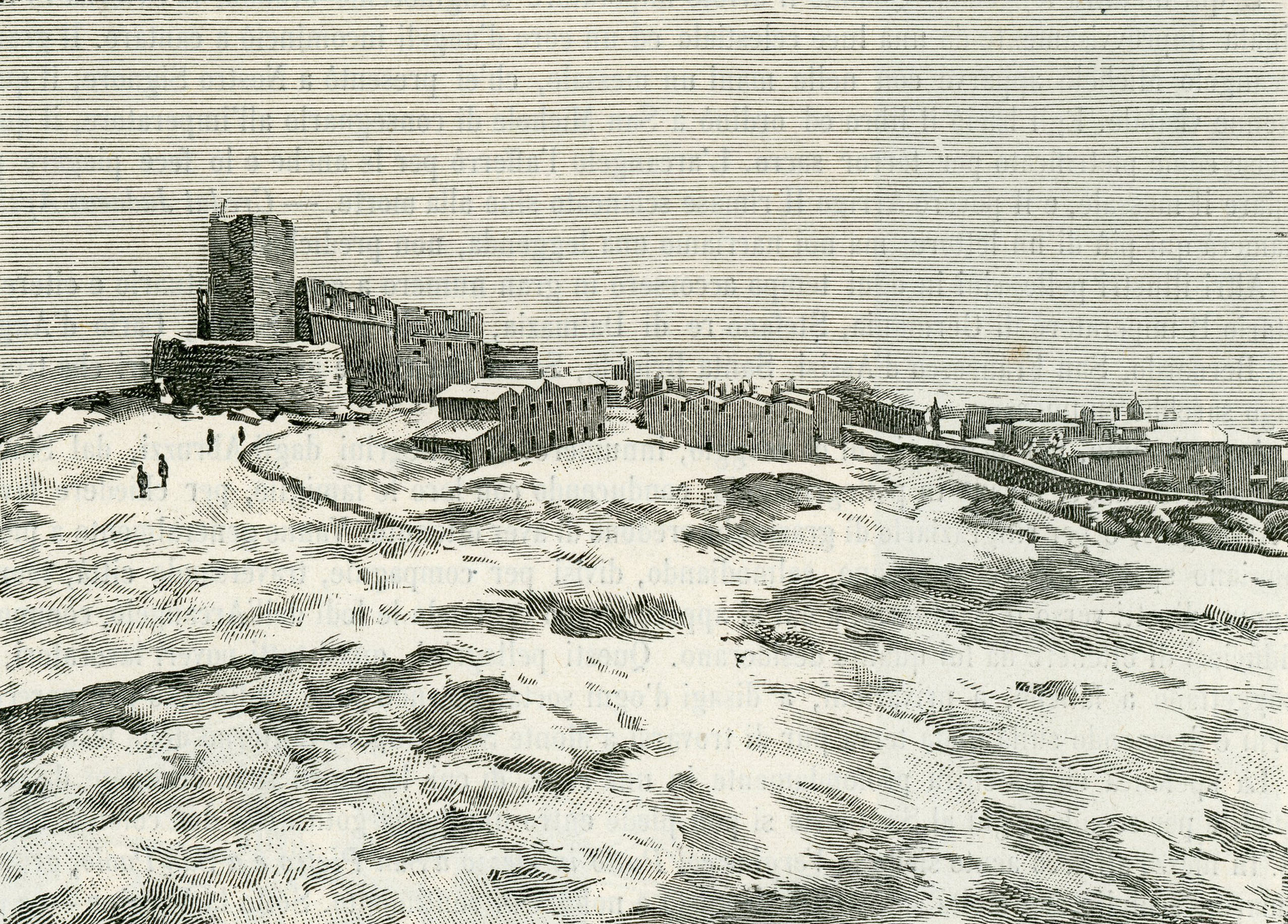
Château de Monte Sant’Angelo
gravure sur bois de Gigante

L'expédition du mont Aiguille réussie, il accompagne vers 1494 Charles VIII pour les guerres d'Italie avec 500 arbalétriers, s'empare en 1495 de Tagliacozzo, négocie avec les assiégés de Castel Nuovo à Naples et occupe en 1496 les forteresses de Monte Sant'Angelo et Venosa. Il obtient en plus le gouvernement de Brindisi et un revenu de 1200 ducats sur la douane de Manfredonia.
Matteo Boiardo lui aurait alors rendu visite et le décrit avec des détails pittoresques : «Ce «don Giuliano», capitaine des arbalétriers, dont le cri était «Diable !», portait pour enseigne un diable cornu, bien que le roi Charles lui eût ordonné de placer sur sa bannière l'image de Saint-Michel. Il était costumé de panne blanche, chamarré de broderies, d'émeraudes et d'énormes diamants tous faux. Les raisonnements du personnage valaient son étrange accoutrement.».
Avant de retourner en France, le roi met de l'ordre et organise le royaume de Naples. Il laisse, rapporte Philippe de Commynes, «Monseigneur Dom Julien, Lorrain, l'en faisant Duc, en la ville de Sant-Angelo, où il a fait merveilles de le bien gouverner». Il obtient ainsi le titre de duc de Monte Sant'Angelo qu'il conserve au moins jusqu'à la mort de Charles VIII le 7 avril 1498. Lorsque le roi s'en retourne en France avec la plus grande partie de son armée, il laisse un corps d'occupation sous la conduite de Mr de Montpensier accompagné de plusieurs princes dont le seigneur de Domjulien à Tarente. Enfin, Antoine de Ville, qui avec quelques défenseurs opiniâtres résistait encore dans le royaume de Naples, reçoit alors une lettre du sénéchal Étienne de Vesc lui donnant ce titre et lui demandant de quitter Monte Sant'Angelo et Venosa en toute discrétion. Il ne rend cette place qu'en mars 1497.

### Ascension du mont Aiguille
La première ascension du mont Aiguille est réalisée le 26 juin 1492 par Antoine de Ville, seigneur lorrain de Domjulien et Beaupré et capitaine du roi, accompagné, selon les sources, de sept hommes ou d'une vingtaine plus un notaire, sur ordre de Charles VIII, roi de France. Des échelles et des pitons sont utilisés pour réaliser cet exploit, qui est généralement considéré comme l'acte de naissance de l'alpinisme. Jusqu'ici dénommé « mont inaccessible », le mont est dès lors baptisé « Aiguille-Fort ».

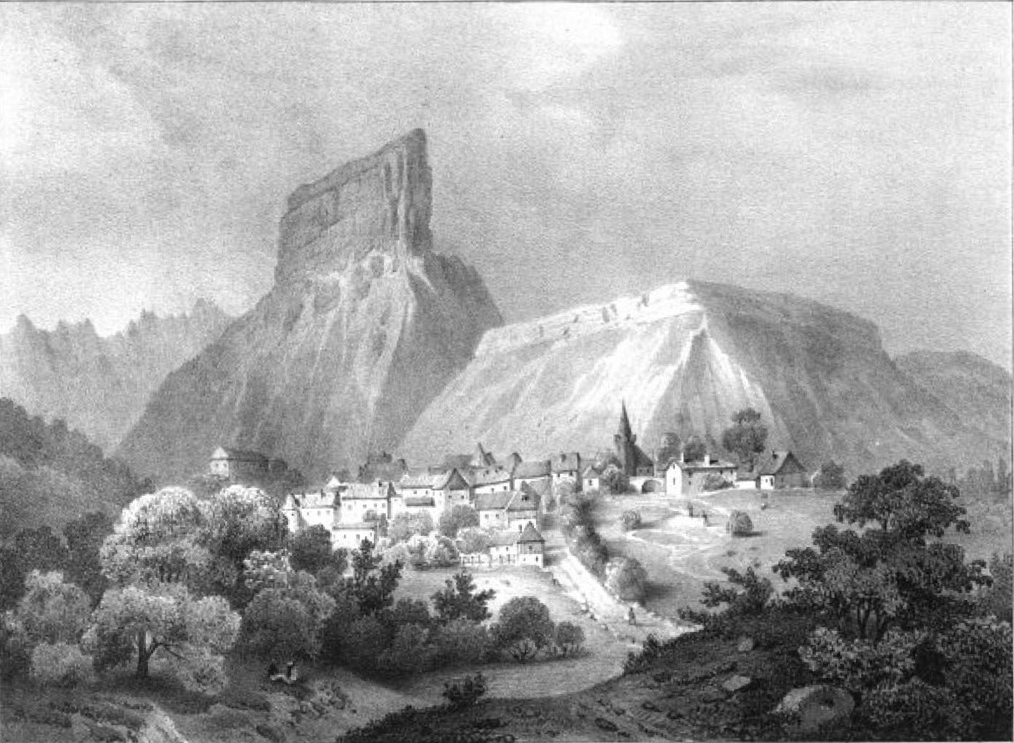
Mont Aiguille vu de Clelles
Victor Cassien, Album du Dauphiné, 1839

Ils y trouvent « un beau pré » et une « belle garenne de chamois qui jamais n'en pourront partir», prisonniers qu'ils sont des parois vertigineuses limitant de toutes parts le sommet. Antoine de Ville vient d'accomplir le premier véritable exploit montagnard répertorié.
Antoine de Ville et ses compagnons séjournent plusieurs jours sur la prairie sommitale, y boivent et y mangent, font dire des messes, le baptisent, érigent 3 croix et bâtissent une petite maison de pierres sèches.
Certains se posent la question de savoir quelle est la raison d'une telle escalade. Trois mois plus tard, Christophe Colomb découvre le nouveau monde et exécute tout un cérémonial : preuves par actes écrits, bannières déployées et baptêmes des terres. Lorsque le mont Aiguille est pris d'assaut à la manière d'une forteresse, le rituel est le même : lettre au président du parlement de Grenoble, un prêtre faisant office de notaire atteste et officialise la réussite de la conquête, baptême de la montagne devenue «Mont-Fort». L'escalade et le caprice d'un roi détruisent l'image de la «montagne de paradis» et la transforment en un lieu.
Cependant, Symphorien Champier relate l'événement dès 1525 et fait l'éloge du capitaine lorrain. Mais les reproches arrivent rapidement, Rabelais lui même multiplie les moqueries dans son Quart Livre pour un monarque affirmant son caractère divin. Plus tard, en 1781, Restif de La Bretonne s'en inspire pour décrire dans La Découverte australe l'utopie d'un monarque absolu. Il faut attendre 1832 pour que le mont Aiguille soit une deuxième fois gravi par un paysan local Jean Liotard.

## Commémoration de l'ascension
Dès la fin du XIXe siècle, l'alpinisme se développe et de nombreuses voies sont ouvertes. À l'occasion du 500e anniversaire de la première ascension du mont Aiguille, une série de manifestations est organisée par l'association «CO 500» crée pour cette occasion en 1989. Celle-ci devient par la suite l'association «Culture et Montagne, Antoine de Ville».
Une remarquable reconstitution de la première ascension est réalisée dans les mêmes conditions qu'en 1492 avec costumes d'époque, crochets, pics et échelles. Elle est filmée et visible sur le site de « Vercors TV ».
La Poste, pour cette occasion, a mis en vente un timbre de 3,40F intitulé «1492, première ascension du mont Aiguille (Isère)». Ce timbre est le dernier dessiné et gravé par Georges Bétemps décédé depuis.